# Nicolae Flocea
Nicolae Flocea (Ostra, 5 de junio de 1987) es un deportista rumano que compitió en piragüismo en la modalidad de aguas tranquilas. Ganó una medalla de bronce en el Campeonato Mundial de Piragüismo de 2007, en la prueba de C4 500 m, y dos medallas en el Campeonato Europeo de Piragüismo, oro en 2008 y bronce en 2007.

## Palmarés internacional
| Campeonato Mundial | Campeonato Mundial   | Campeonato Mundial | Campeonato Mundial |
| Año                | Lugar                | Medalla            | Competición        |
| ------------------ | -------------------- | ------------------ | ------------------ |
| 2007               | Duisburgo (Alemania) | Medalla de bronce  | C4 500 m           |
| Campeonato Europeo |                      |                    |                    |
| Año                | Lugar                | Medalla            | Competición        |
| 2007               | Pontevedra (España)  | Medalla de bronce  | C4 1000 m          |
| 2008               | Milán (Italia)       | Medalla de oro     | C4 500 m           |